# Yōsuke Nozawa
Yōsuke Nozawa (jap. 野澤 洋輔 Nozawa Yōsuke; ur. 9 listopada 1979) – japoński piłkarz występujący na pozycji bramkarza.

## Kariera klubowa
Od 1998 do 2014 roku występował w klubach Shimizu S-Pulse, Albirex Niigata, Shonan Bellmare i Matsumoto Yamaga FC.